# 73-й корпусной артиллерийский полк
73-й корпусной артиллерийский полк — он же может называться 73-й армейский артиллерийский полк , 73-й пушечный артиллерийский полк или в сочетаниях (например, 73-й армейский пушечный артиллерийский полк) — воинское подразделение Вооружённых Сил СССР в Великой Отечественной войне.

## История
Сформирован 10 октября 1926 года путём переименования 11-го артиллерийского полка (формирования 1 декабря 1922 года).
Принимал участие в Зимней войне
В действующей армии во время ВОВ с 22 июня 1941 года по 31 марта 1944 года.
Полк на 22 июня 1941 года находился в составе 10-го стрелкового корпуса, имел в своём составе два дивизиона 152-мм пушек-гаубиц МЛ-20, один дивизион 122-мм пушек и один дивизион 107-мм пушек.
Приграничное сражение в Литве и Латвии (1941)
19 июня полк погрузился в 4 ж/д эшелона в районе рижского артполигона и 20.06 выгрузился на станции Губерния близ г. Шауляй (ППД полка) для приведения в боеготовность. В ночь с 21 на 22 июня 1941 года выступил (без 1-й и 6-й батарей, оставшихся в ППД) в район сосредоточения (назначен в группу артиллерии дальнего действия 90 сд). Днём 22.06 продолжил движение по маршруту. В ночь на 24.06 занял боевой порядок в районе оз. Девице (10 км севернее м. Шилале).  Первый  залп  полк произвёл в 6-00 24.06.41 г. по немецкой пехоте, поддерживая части 90-й стрелковой дивизии в районе Шилале, затем отступал по направлению к Риге, принимал участие в её обороне. На 1 июля 1941 года насчитывал в своём составе 1012 человек. В первых числах июля 1941 года был переброшен в Тарту. К тому времени полк потерял половину личного состава и 16 орудий из 36. В течение июля 1941 года полк стоит на обороне Тарту, сыграл важную роль в обороне города, к 25 июля 1941 года попал в окружение в составе 11-го стрелкового корпуса на западном берегу Чудского озера, около города Мустве. К 1 сентября 1941 года остатки полка, можно предположить что с минимальным количеством материальной части, вышли к своим по западной и северной частям Чудского озера. Командование и штаб полка сохранились.
Оборона Ленинграда
С осени 1941 по начало 1944 года обороняет Ленинград.
С 12 сентября 1941 года на южных подступах к Ленинграду вошёл в состав 42-й армии, занял позиции в районе Пулковских высот (так, 2-й дивизион занимал позиции на Московском шоссе, штаб дивизиона располагался в посёлке Шушары в здании, ныне занимаемом таможенным постом «Южный», штаб полка на Московском проспекте в Доме Советов). Огневые позиции полка в сентябре 1941 года находились близ нынешней станции метро Купчино, зимой 1941 года — близ Воздухоплавательного парка и на Будапештской улице. Поддерживал советские войска в их частных оборонительных и наступательных операциях и вёл контрбатарейную стрельбу. Так, 28-29 сентября 1941 года поддерживает наступление 44-й стрелковой дивизии
27 декабря 1941 года в состав полка вошли остатки расформированного 232-го гаубичного артиллерийского полка
В 1942—1944 годах дислоцируется в районе посёлка Шушары. 19 июля 1943 года совершил огневой налёт на село Покровское (Покровка) под Павловском, где дислоцировался штаб Голубой дивизии. В результате налёта был убит офицер Генерального штаба, ранен командир дивизии и убито около 20 штабных офицеров. С 16 сентября 1943 года входил в состав Ленинградского контрбатарейного артиллерийского корпуса имея в наличии 16 122-мм пушек
Красносельско-Ропшинская фронтовая наступательная операция (1944)
По плану операции полк в составе 9 батарей (17 орудий) должен был обеспечивать артиллерийскую поддержку наступления сил 42-й армии на её левом фланге, на стыке с 67-й армией. В ходе операции отличился при освобождении Гатчины.
31 марта 1944 года обращён на формирование 161-й пушечной артиллерийской бригады

## Полное наименование
- 73-й корпусной артиллерийский Гатчинский дважды Краснознамённый полк

## Подчинение
| Дата            | Фронт (округ)         | Армия             | Корпус                    | Дивизия | Примечания |
| --------------- | --------------------- | ----------------- | ------------------------- | ------- | ---------- |
| 22.06.1941 года | Северо-Западный фронт | 8-я армия         | 10-й стрелковый корпус    |         | -          |
| 01.07.1941 года | Северо-Западный фронт | 8-я армия         | 10-й стрелковый корпус    | -       | -          |
| 10.07.1941 года | Северо-Западный фронт | 8-я армия         | 11-й стрелковый корпус    | -       | -          |
| 01.08.1941 года | Северный фронт        | 8-я армия         | -                         | -       | -          |
| 01.09.1941 года | Ленинградский фронт   | 8-я армия         | -                         | -       | -          |
| 01.10.1941 года | Ленинградский фронт   | 42-я армия        | -                         | -       | -          |
| 01.11.1941 года | Ленинградский фронт   | 42-я армия        | -                         | -       | -          |
| 01.12.1941 года | Ленинградский фронт   | 42-я армия        | -                         | -       | -          |
| 01.01.1942 года | Ленинградский фронт   | 42-я армия        | -                         | -       | -          |
| 01.02.1942 года | Ленинградский фронт   | 42-я армия        | -                         | -       | -          |
| 01.03.1942 года | Ленинградский фронт   | 42-я армия        | -                         | -       | -          |
| 01.04.1942 года | Ленинградский фронт   | 42-я армия        | -                         | -       | -          |
| 01.05.1942 года | Ленинградский фронт   | 42-я армия        | -                         | -       | -          |
| 01.06.1942 года | Ленинградский фронт   | 42-я армия        | -                         | -       | -          |
| 01.07.1942 года | Ленинградский фронт   | 42-я армия        | -                         | -       | -          |
| 01.08.1942 года | Ленинградский фронт   | 42-я армия        | -                         | -       | -          |
| 01.09.1942 года | Ленинградский фронт   | 42-я армия        | -                         | -       | -          |
| 01.10.1942 года | Ленинградский фронт   | 42-я армия        | -                         | -       | -          |
| 01.11.1942 года | Ленинградский фронт   | 42-я армия        | -                         | -       | -          |
| 01.12.1942 года | Ленинградский фронт   | 42-я армия        | -                         | -       | -          |
| 01.01.1943 года | Ленинградский фронт   | 42-я армия        | -                         | -       | -          |
| 01.02.1943 года | Ленинградский фронт   | 42-я армия        | -                         | -       | -          |
| 01.03.1943 года | Ленинградский фронт   | 42-я армия        | -                         | -       | -          |
| 01.04.1943 года | Ленинградский фронт   | 42-я армия        | -                         | -       | -          |
| 01.05.1943 года | Ленинградский фронт   | 42-я армия        | -                         | -       | -          |
| 01.06.1943 года | Ленинградский фронт   | 42-я армия        | -                         | -       | -          |
| 01.07.1943 года | Ленинградский фронт   | 42-я армия        | -                         | -       | -          |
| 01.08.1943 года | Ленинградский фронт   | 42-я армия        | -                         | -       | -          |
| 01.09.1943 года | Ленинградский фронт   | 42-я армия        | -                         | -       | -          |
| 01.10.1943 года | Ленинградский фронт   | -                 | -                         | -       | -          |
| 01.11.1943 года | Ленинградский фронт   | -                 | 3-й артиллерийский корпус | -       | -          |
| 01.12.1943 года | Ленинградский фронт   | -                 | 3-й артиллерийский корпус | -       | -          |
| 01.01.1944 года | Ленинградский фронт   | -                 | -                         | -       | -          |
| 01.02.1944 года | Ленинградский фронт   | 2-я ударная армия | -                         | -       | -          |
| 01.03.1944 года | Ленинградский фронт   | 2-я ударная армия | -                         | -       | -          |
| 01.04.1944 года | Ленинградский фронт   | 2-я ударная армия | -                         | -       | -          |

## Командиры
- майор Гнидин, Василий Сергеевич
- подполковник Богушев, Иван Васильевич

## Награды и наименования
| Награда                | Дата                 | За что получена |
| ---------------------- | -------------------- | --- |
| Орден Красного Знамени | 10 февраля 1943 года | За образцовое выполнение боевых заданий командования на фронте борьбы с немецкими захватчиками и проявленные при этом доблесть и мужество |
| Орден Красного Знамени | 22 марта 1944 года   | За образцовое выполнение боевых заданий командования на фронте борьбы с немецкими захватчиками и проявленные при этом доблесть и мужество |
| «Гатчинский»           | 26 января 1944 года  | отличие при освобождении Гатчины |

## Память
- Уголок боевой славы школы № 407 города Пушкина (Ленинградская область)
- Надпись у мемориала «Ополченцы», на окраине Пушкина на противотанковом надолбе

## Другие подразделения ствольной полевой артиллерии с тем же номером
- 73-й артиллерийский полк